# Óbuda-eiland
Het Óbuda-eiland (Óbudai-sziget) ligt in de Donau, iets ten noorden van het bekendere Margaretha-eiland. Het is in Boedapest een van de eilanden in de Donau. De beide stadsdelen aan de Donau zijn er Óbuda en Pest, maar het Óbuda-eiland ligt dichter tegen Óbuda dan tegen Pest aan. Het eiland heeft geen grote bezienswaardigheden, maar er ligt een groot park, het Május 9 park (Park van de 9e mei). Het beroemde Sziget-festival wordt jaarlijks op het eiland gehouden.
Het schiereiland Nép-sziget ligt er aan de overkant van de Donau, aan de kant van Pest.

## Verbinding met Óbuda
Er liggen voor de verbinding bruggen naar Óbuda. Er gaat een groot verkeersviaduct tussen Óbuda en Pest over het Óbuda-eiland, maar zonder aansluiting naar het eiland zelf.
Er is een veerpont, die naar Pest vaart en die bij het Szabadság-Heilbad en het thermaalbad van het Margaretha-eiland aanmeert. De veerdienst gaat verder over de Donau met verschillende aanlegplaatsen, zoals aan het Batthyány tér, aan de Boedazijde, waar men de voorstadtrein kan nemen, of de metro. De verbinding  gaat verder naar Pest door, naar het Március 15 tér (Plein van de 15e maart) en naar vlak bij de Vrijheidsbrug aan de kant van Boeda. De voorlaatste brug van Boedapest, de Petőfibrug, is het eindpunt. Er gaat een veer naar Nép-sziget, aan de overkant van de Donau.
De Újpesti Vasútibrug is een spoorbrug, die net iets ten noorden van het Óbuda-eiland ligt en die beide oevers van de Donau met elkaar verbindt.

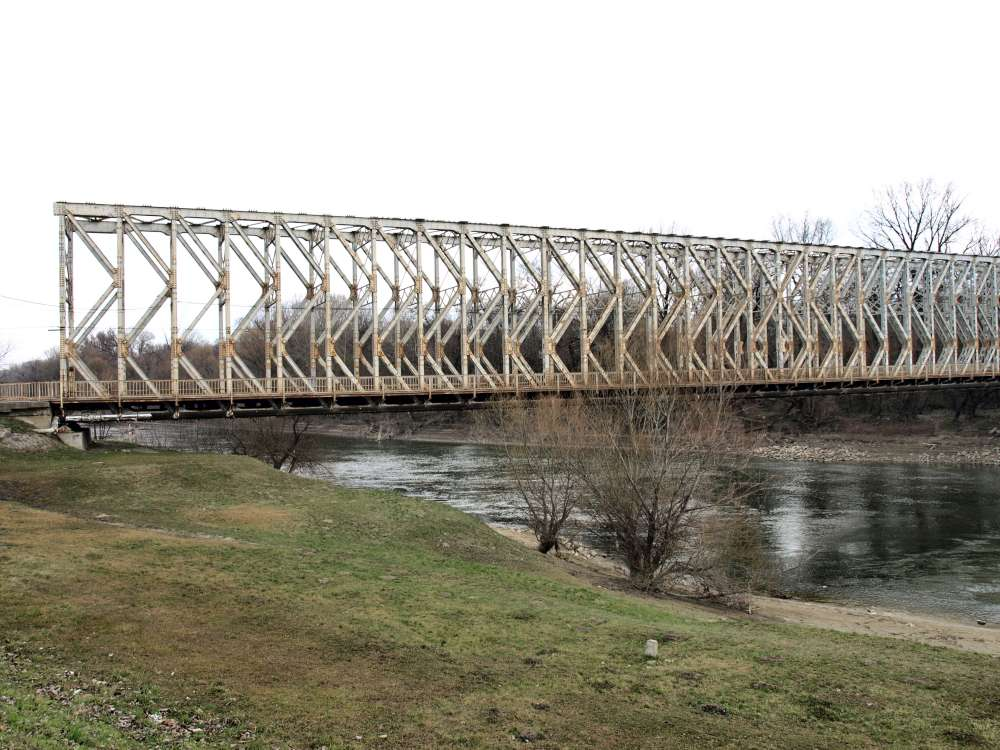
Een van de bruggen
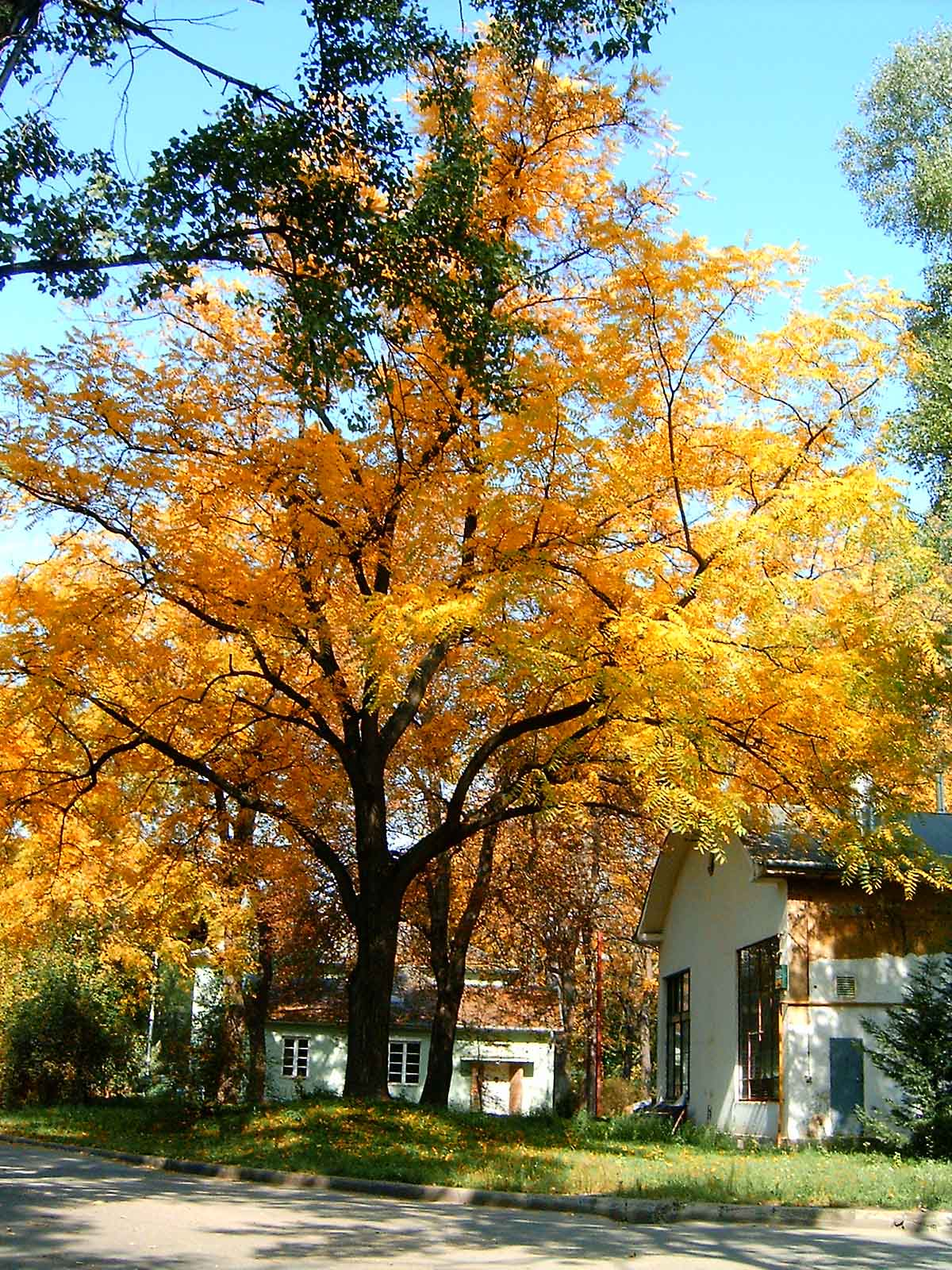
Op het eiland